# Busch (Neunkirchen-Seelscheid)
Busch ist ein Ortsteil der Gemeinde Neunkirchen-Seelscheid im Rhein-Sieg-Kreis.

## Lage
Busch liegt abgeschieden über dem Wenigerbachtal. Nachbarorte sind Breitscheid im Osten und Heister im Südosten. Ebenso wie in Heister war die Bevölkerung im 19. Jahrhundert evangelisch.

## Geschichte
1830 hatte Busch 19 Einwohner. 1845 hatte der Hof 22 evangelische Einwohner in fünf Häusern. 1888 gab es 22 Bewohner in sechs Häusern.
1901 hatte der Weiler 20 Einwohner. Verzeichnet sind die Familien Ackerin Witwe Wilhelm Klein, Ackererin Witwe August Küsgen und Ackerer Johann Wilhelm Piel.
1910 wohnten in Busch der Ackerer Wilhelm Klein, Tagelöhner Johann Wilhelm Küpper, Ackerer August Küsgen, Tagelöhner Johann Wilhelm Küsgen, Ackerer Johann Wilhelm Piel und Ackerer Wilhelm Stoßberg.
Das Dorf gehörte bis 1969 zur Gemeinde Neunkirchen.